# 高松豊吉

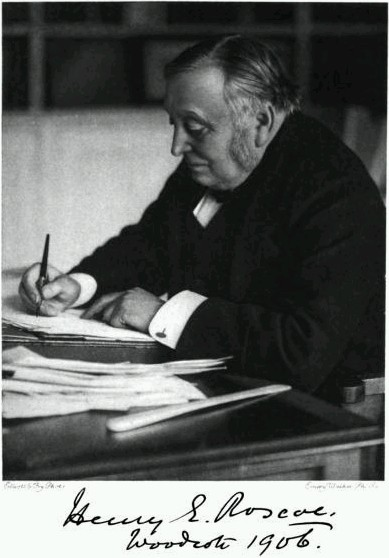
豊吉に無機化学を教えたヘンリー・エンフィールド・ロスコー

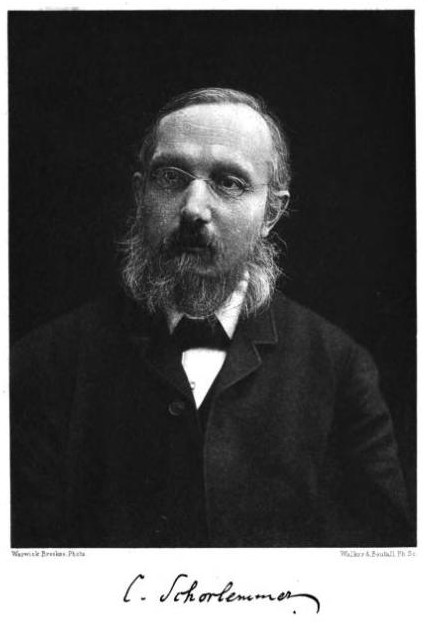
豊吉に有機化学を教えたカール・ショルレンマー

高松 豊吉（たかまつ とよきち、1852年10月23日（嘉永5年9月11日） - 1937年（昭和12年）9月27日）は、日本の化学技術者、応用化学者、工学博士。東京ガス元社長。従三位勲二等

## 人物
東京の浅草阿部川町（現・台東区元浅草）にて、代々名主を務める高松家の長男として生まれる。大学南校、開成学校普通科を経て東京大学で化学を専攻、1878年(明治11年)卒業後翌年留学し、英国・ドイツで学ぶ。
1884年（明治14年）より東京大学教授を務め、1886年（明治16年）からは帝国大学の発足と共に東京帝国大学工科大学（現:東京大学）応用化学科の教授を日本人として初めて担当した。1888年（明治18年）工学博士修得。東京職工学校（後の東京工業大学）でも色染学について教鞭を執った。
1903年（明治36年）に教授を退職。同年、実業家で東京瓦斯株式会社初代社長を務めていた渋沢栄一から懇請されて東京ガスの常務取締役を務め、1909年（明治42年）から1914年（大正3年）まで第二代東京ガス社長に就任した。同年1914年に東京ガス社長を退職し、同年11月に農商務省に設置された化学工業調査会の筆頭委員となって化学工業の育成に尽力した。
1915年（大正4年）から1924年（大正13年）にかけては東京工業試験所の第二代所長を歴任した。
その他、理化学研究所や学術研究会議（後の日本学術会議）の設置に貢献。工業化学会（現:日本化学会）、日本薬学会などの会長や役員を務め、技術史学者の山崎俊雄は豊吉を「日本の工業化学の元老」と評した。また、技術評論家である星野芳郎は豊吉の生涯を「日本の化学技術界の教育、行政の発展そのものと言って良いほどである」とも評した。
1923年（大正12年）3月10日に学士院会員に選ばれた。

## 生涯
1852年（嘉永5年）10月23日、江戸の浅草阿部川町（現:台東区元浅草三、四丁目の一部）の名主だった高松喜兵衛の二男として生まれる。はじめは洋学を志したが天文台の役人に就いて漢数字を学び、修めた。
明治維新後の1871年（明治4年）に下級武士の登竜門であった貢進生に選出されて大学南校に入学。開成学校を経て1875年（明治8年）に東京大学の理学部化学科に入学してイギリス出身の化学者でお雇い外国人として当時東京大学で教授を務めていたロバート・ウィリアム・アトキンソンから分析化学、応用化学、農学関係の学問を教えられた。なお、豊吉の卒業論文は日本の絵の具に関する研究の論文であった。
1878年（明治11年）に大学を卒業。翌年の1879年（明治12年）には文部省に選出されて1879年から1882年（明治15年）までの3年間に渡ってイギリスとドイツに留学した。イギリス留学ではマンチェスターのオーエンス・カレッジで化学の教授を務めいていたイギリス出身の化学者ヘンリー・エンフィールド・ロスコーから無機化学を学び、ドイツ出身の化学者カール・ショルレンマーからは有機化学を学んだ。豊吉がイギリスに留学していた時代では有機化学の研究はドイツが進んでいたため、豊吉は自ら願い出てドイツのフンボルト大学ベルリンへと転学し、海外留学最後の1年をドイツ出身の化学者アウグスト・ヴィルヘルム・フォン・ホフマンから学び、応用化学を修めた。
帰国後の1882年からは東京大学理学部の講師を務め、染料化学について講義をする傍ら、文部省の御用掛として働いた。1884年には東京大学教授に就任し、1886年からは帝国大学の発足と共に東京帝国大学工科大学（現:東京大学）応用化学科の教授を日本人として初めて担当した。また同年の1886年、豊吉の建議によって理学部が分離されて工芸学部が新設され、工芸学部でも教鞭を執った。1888年に工学博士となる。
1893年（明治26年）に講座制が施行されると有機化学工業を教えた。教授を退職する1903年まで約10年間、豊吉は特に染料や染色について研究した。1891年（明治24年）から1895年（明治28年）まで天然の藍からインディゴを製造する研究を『東京化学会誌』に発表した。
また、1900年（明治33年）頃には『化学教科書』と言う本を著して、化学者である櫻井錠二と共に『化学語彙』と言う著書も著した。
1903年に教授を退職。同年、東京瓦斯株式会社初代社長を務めていた渋沢栄一から懇請されて東京ガスの常務取締役を務め、1909年から1914年まで東京ガス社長に就任して技術指導に当たった。東京ガス社長として務める10年間、豊吉は原料炭の配合や競争している企業との併合など、ガス事業の確立に尽力した。
1914年に東京ガス社長を退職し、この頃農商務省に設置された化学工業調査会の筆頭委員となって化学工業の育成に尽力した。1915年から1924年にかけては東京工業試験所の第二代所長を歴任し、東京工業試験所の拡張や整備に当たった。
1910年（明治43年）から1914年にかけて工業化学会（現:日本化学会）の会長を務めていた時に会長として日本の化学工業のこれからについての意見を述べ、第一次世界大戦中の化学工業に大きな影響を与えた。この間、ソーダ工業や染料工業の振興に務めた。
1920年（大正9年）頃に務めていた大学を辞職し、1923年3月10日には学士院会員に選ばれた。
1937年9月27日に亡くなる。満85歳没。

## 栄典
位階
- 1884年（明治17年）1月26日 - 正七位[12]
- 1886年（明治19年）7月8日 - 従六位[13]
- 1897年（明治30年）10月30日 - 正五位[14]
- 1901年（明治34年）3月20日 - 従四位[15]
- 1905年（明治38年）12月20日 - 正四位[16]
- 1920年（大正9年）3月10日 - 従三位[17]

勲章等
- 1895年（明治28年）12月29日 - 勲六等瑞宝章[18]
- 1898年（明治31年）6月30日 - 勲五等瑞宝章[19]
- 1901年（明治34年）12月27日 - 勲三等瑞宝章[20]
- 1915年（大正4年）11月7日 - 勲三等旭日中綬章[21]
- 1915年（大正4年）11月10日 - 大礼記念章（大正）[22]
- 1920年（大正9年）6月25日 - 勲二等瑞宝章[23]

## 家族・親族
- 妻タツは佐賀藩士今泉勝平の養子[24]
- 長男誠は日本鋼管元常務。誠の妻スガは鳥居武雄（医学博士、国立熱海病院院長）の妹[25]
- 二男道の妻千代子は正木直彦（文部官僚、東京美術学校校長）の二女[25]
- 長女静江の夫は井上吉之助（医師、延壽病院院長）[25]
- 二女千枝の夫は田村恭助（田村律之助の子・水代村村長・大日本麦酒技師）[25]
- 三女美恵の夫は篠田糺（東北大学医学部教授・付属病院長）[26]

- 玄孫はお笑いタレントのたかまつなな[27]

## 高松豊吉に関する著書
- 鴨居武編『工学博士・高松豊吉伝』（1932年、化学工業時報社）